# Dumitru Combiescu
Dumitru Combiescu (n. 6 ianuarie 1887, Drănic, Dolj, România – d. 25 noiembrie 1961, București, România) a fost un medic militar român, specialist în microbiologie și epidemiologie. A fost ales membru corespondent al Academiei Române la 30 mai 1946, exclus la 9 aprilie 1948 odată cu transformarea Academiei Române în Academia Republicii Populare Române, a redevenit membru titular în 1955.

## Biografie
A absolvit Institutul Medico-Militar din București și s-a specializat la Strasbourg, Paris, Boston, Baltimore, New York și Londra. În 1913 a participat la combaterea epidemiei de holeră, fiind decorat cu Ordinul „Virtutea Militară”, în perioada 1916-1918 a fost mobilizat la Spitalul de Contagioși nr. 2 al Armatei Române și a contribuit la combaterea epidemiei de tifos din Moldova. A fost șeful secției de vaccinări a Institutului de Seruri și Vaccinuri din București, încă de la înființarea acestuia. În 1937 a devenit profesor de patologie generală la Facultatea de Medicină din București. A fost elev și colaborator al lui Ioan Cantacuzino.

## Contribuții științifice
A adus numeroase contribuții originale în microbiologie, epidemiologie, imunologie și medicina experimentală. Lucrările sale cele mai de seamă se referă la rickettsioze (a descris pentru prima oară la noi febra butonoasă și febra Q), infecțiile tifo-paratifice (tifosul exantematic, tifosul murin), febra mușcăturii de șobolan, infecțiile și imunitatea antistafilococică, intoxicația difterică, mecanismul infecției cărbunoase, vaccinarea profilactică împotriva tifosului, febrei butunoase, leptospirozelor etc. Este autorul primelor lucrări asupra variabilității microorganismelor și întemeietorul învățământului universitar de epidemiologie.

## Lucrări publicate
A scris peste 230 de lucrări științifice. Printre lucrările publicate se numără:
- Fixarea complimentului în sifilis (1913);
- Meningita cerebrospinală epidemică cu exantem (în colab., 1916);
- Considerații asupra vaccinării antisifice în armata română (colab., 1916);
- Sur le tirage de la toxine et du serum antidysénterique (Geneva, 1926);
- Cercetări asupra variațiilor antigenice microbiene în raport cu mediile de cultură (1928);
- Sur une épidémie de fièvre exanthématique (Paris, 1932);
- Analiza serică calitativă în diagnosticul febrei tifoide (în colab., 1935);
- Trecerea agentului patogen al tifosului pulmonar (Febra Q) prin lapte de la mamă la noul născut. Cercetări pe cobai (1950);
- Leptospirozele. Studii și cercetări (1957).

## Onoruri
A fost distins în 1934 și 1935 cu premiul Oroveanu al Academiei Române; Laureat al Premiului de Stat în 1952. A fost membru al Academiei de Medicină, Societății de biologie, Societății Medicilor și Naturaliștilor, Societății de Chirurgie. A fost ales membru corespondent al Academiei Române la 30 mai 1946, fiind exclus la 9 aprilie 1948 (la propunerea lui Constantin Ion Parhon), când a avut loc transformarea Academiei Române în Academia Republicii Populare Române și au fost epurați membrii considerați neloiali față de regimul comunist, apoi a fost repus în cadrul Academiei și ales membru titular în iulie 1955, la doi ani după moartea lui Stalin.

### Decorații
- Ordinul Muncii clasa a II-a (21 august 1954) „pentru merite deosebite pe tărîmul construcției de stat, economice, sociale și culturale, cu ocazia celei de a zecea aniversări a eliberării patriei noastre”[16]
- Ordinul Muncii clasa I (26 martie 1957) „pentru îndelungată activitate în domeniul științelor medicale, și cu prilejul împlinirii vîrstei de 70 ani”[17]